# Кременки (Лисковський район)
Кременки (рос. Кременки) — присілок в Лисковському районі Нижньогородської області Російської Федерації.
Населення становить 417 осіб. Входить до складу муніципального утворення Барминська сільрада.

## Історія
Від 2009 року входить до складу муніципального утворення Барминська сільрада.

## Населення
| 2002 | 2010 |
| ---- | ---- |
| 551  | ↘417 |